# غارلاند إي. ألين
غارلاند إي. ألين (بالإنجليزية: Garland E. Allen)‏ هو مؤرخ أمريكي، ولد في 13 فبراير 1936 في لويفيل في الولايات المتحدة.